# Jehor Nazaryna
Jehor Anatolijovyč Nazaryna (in ucraino Єгор Анатолійович Назарина?; Pryluky, 10 luglio 1997) è un calciatore ucraino, centrocampista dello Šachtar.

## Caratteristiche tecniche
È un mediano.

## Carriera

### Club
Cresciuto nelle giovanili del Dnipro, ha esordito il 20 maggio 2017 in occasione del match di campionato vinto 1-0 contro lo Stal' Dniprodzeržyns'k.

### Nazionale
Ha giocato nelle nazionali giovanili ucraine Under-20 ed Under-21.
Il 21 agosto 2023 viene convocato per la prima in nazionale maggiore. Esordisce con la massima selezione ucraina il 9 settembre seguente nella sfida pareggiata 1-1 contro l'Inghilterra.

## Statistiche

### Cronologia presenze e reti in nazionale
| Cronologia completa delle presenze e delle reti in nazionale ― Ucraina | Cronologia completa delle presenze e delle reti in nazionale ― Ucraina | Cronologia completa delle presenze e delle reti in nazionale ― Ucraina | Cronologia completa delle presenze e delle reti in nazionale ― Ucraina | Cronologia completa delle presenze e delle reti in nazionale ― Ucraina | Cronologia completa delle presenze e delle reti in nazionale ― Ucraina | Cronologia completa delle presenze e delle reti in nazionale ― Ucraina | Cronologia completa delle presenze e delle reti in nazionale ― Ucraina |
| Data                                                                   | Città                                                                  | In casa                                                                | Risultato                                                              | Ospiti                                                                 | Competizione                                                           | Reti                                                                   | Note                                                                   |
| ---------------------------------------------------------------------- | ---------------------------------------------------------------------- | ---------------------------------------------------------------------- | ---------------------------------------------------------------------- | ---------------------------------------------------------------------- | ---------------------------------------------------------------------- | ---------------------------------------------------------------------- | ---------------------------------------------------------------------- |
| 9-9-2023                                                               | Breslavia                                                              | Ucraina                                                                | 1 – 1                                                                  | Inghilterra                                                            | Qual. Euro 2024                                                        | -                                                                      | 90’                                                                    |
| 17-10-2023                                                             | Ta' Qali                                                               | Malta                                                                  | 1 – 3                                                                  | Ucraina                                                                | Qual. Euro 2024                                                        | -                                                                      | 67’                                                                    |
| 20-3-2025                                                              | Murcia                                                                 | Ucraina                                                                | 3 – 1                                                                  | Belgio                                                                 | UEFA Nations League 2024-2025 - Play-off                               | -                                                                      | 88’                                                                    |
| 10-6-2025                                                              | Toronto                                                                | Nuova Zelanda                                                          | 1 – 2                                                                  | Ucraina                                                                | Amichevole                                                             | -                                                                      |                                                                        |
| Totale                                                                 |                                                                        | Presenze                                                               | 4                                                                      |                                                                        | Reti                                                                   | 0                                                                      |                                                                        |

## Palmarès
- Campionato ucraino: 2

Šachtar: 2022-2023, 2023-2024
- Coppa d'Ucraina: 2

Šachtar: 2023-2024, 2024-2025